# Héctor Majul
Héctor Tufik Majul Villasenor (* 7. Mai 1994 in Mexiko-Stadt) ist ein mexikanischer Eishockeyspieler, der seit 2024 für den HC Valpellice in der Italian Hockey League, der zweithöchsten italienischen Spielklasse, spielt.

## Karriere
Héctor Majul begann seine Karriere im US-Bundesstaat Arizona, wo er zwei Jahre für die Phoenix Firebirds in der NAPHL spielte. 2013 wechselte er zunächst zu Minot Minotauros in die North American Hockey League, um aber bereits nach wenigen Spieltagen zu den Philadelphia Little Flyers in die Eastern Hockey League weiterzuziehen. Von 2015 bis 2017 spielte er im US-amerikanischen Hochschulsport für das Team des Curry Colleges in der Division III der National Collegiate Athletic Association. Nach einem Jahr bei den Olmec Stone Heads in seiner mexikanischen Heimat wechselte er 2018 nach Europa, wo er für die Vilnius Hockey Punks in Litauen (2018–2019), Hockey Como in Italien (2019–2020 und 2021–2022), Nokian Pyry in der finnischen Suomi-sarja (2020–2021) sowie den HC Toblach (2022–2023), dem HC Varese (2023/24) und dem HC Valpellice (seit 2024) in der Italian Hockey League auf dem Eis steht. 2022 wurde er gemeinsam mit Edgar De Toni Torschützenkönig der Liga.

### International
Mit der Nationalmannschaft seines Landes nahm Majul erstmals an den Weltmeisterschaften der Division II 2014 teil. Auch 2015, als er als zweitbester Torschütze hinter dem Bulgaren Iwan Chodulow zum besten Spieler seiner Mannschaft und zum besten Stürmer des Turniers gewählt wurde, 2016, als er erneut als bester Stürmer des Turniers ausgezeichnet wurde, 2017, 2018, als er zum besten Spieler seiner Mannschaft gewählt wurde, 2019, als er gemeinsam mit dem Isländer Miloslav Račanský und dem Israeli Sergei Frenkel zweitbester Torschütze nach Frenkels Landsmann Eliezer Sherbatov war, 2022, als er zum besten Spieler seiner Mannschaft gewählt wurde, und 2023 spielte er in der Division II.

## Erfolge und Auszeichnungen
- 2015 Bester Stürmer bei der Weltmeisterschaft der Division II, Gruppe B
- 2016 Bester Stürmer bei der Weltmeisterschaft der Division II, Gruppe B
- 2022 Torschützenkönig der Italian Hockey League